# Вознесенский Банченский монастырь
Вознесенский Банченский монастырь (укр. Свято-Вознесенський Банченський монастир) — мужской монастырь Украинской православной церкви в селе Банчены Черновицкого района Черновицкой области.

## История и описание
Основан в октябре 1994 года, открыт в декабре 1996 года. Его строительством руководил епископ Лонгин (Жар), ставший его настоятелем.
В 1994—1998 годах был построен Вознесенский храм, в 1995 году начата постройка Покровской церкви с нижним приделом преподобного Серафима Саровского (освящён в 2003 году) и подземным — преподобного Сергия Радонежского.
К ансамблю монастыря относятся два братских корпуса, две гостиницы, дом настоятеля с кельями братии, скит экономии с Преображенским храмом, часовня Рождества Христова, храм святого Лазаря Четверодневного на кладбище, колокольня с корпусом и Свято-Троицкий собор. В 2011 году обитель посетил патриарх Московский и всея Руси Кирилл, освятив Свято-Троицкий собор, который ныне является одним из крупнейших православных храмов Украины.
Богослужение в монастыре совершается на церковнославянском и румынском языках.

## Галерея

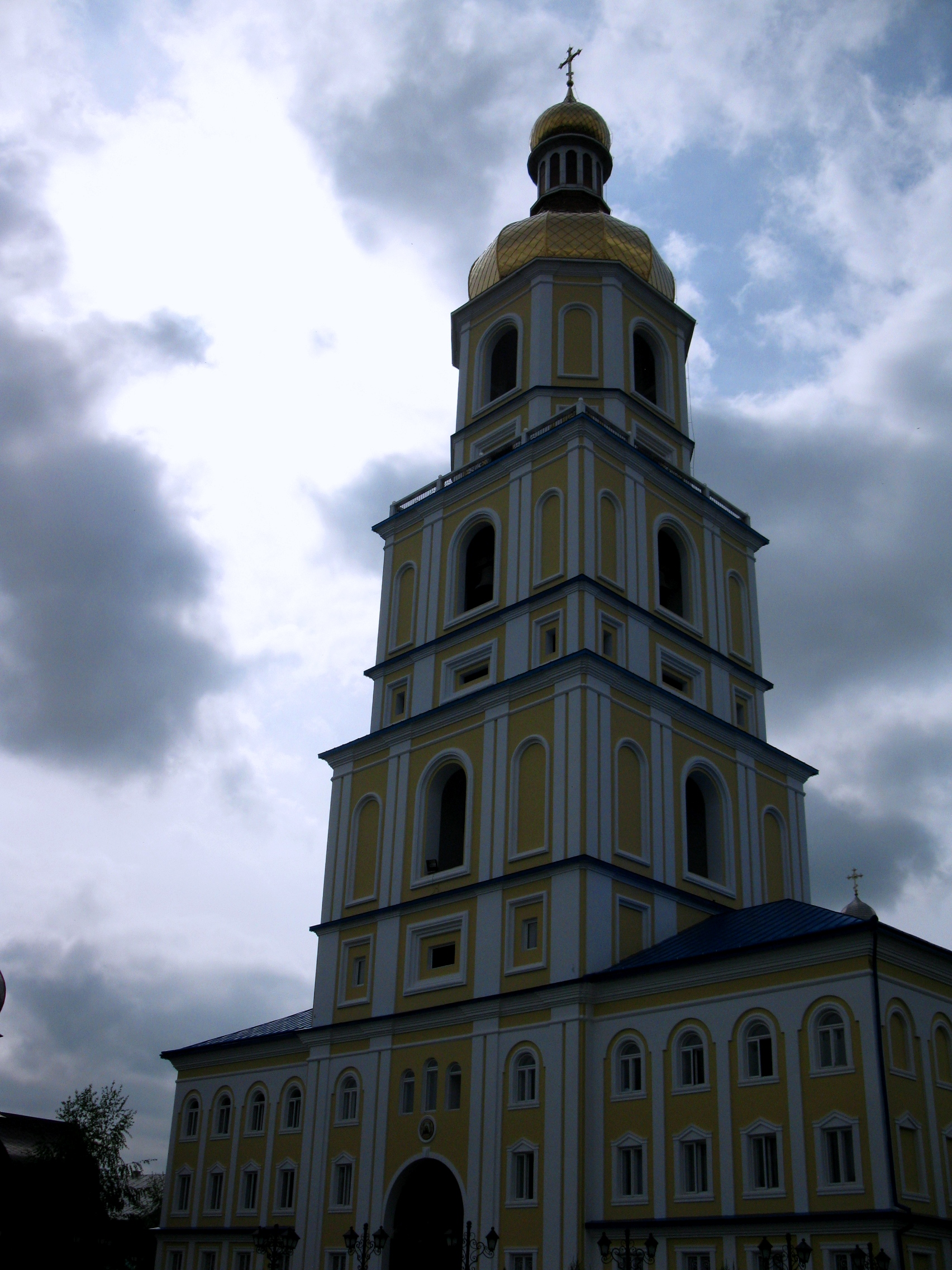
Колокольня монастыря
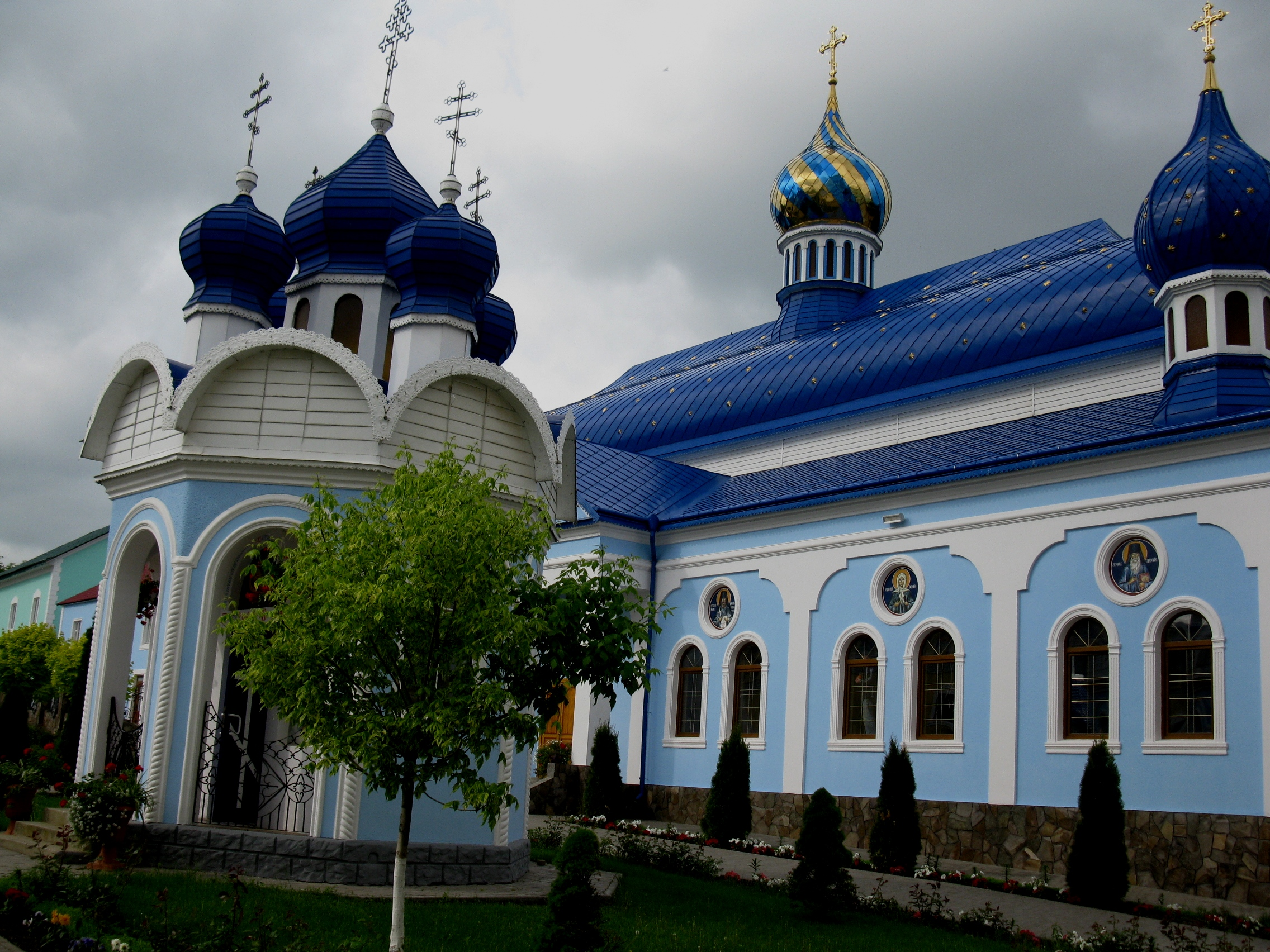
Монастырские строения